# 瓦倫達斯

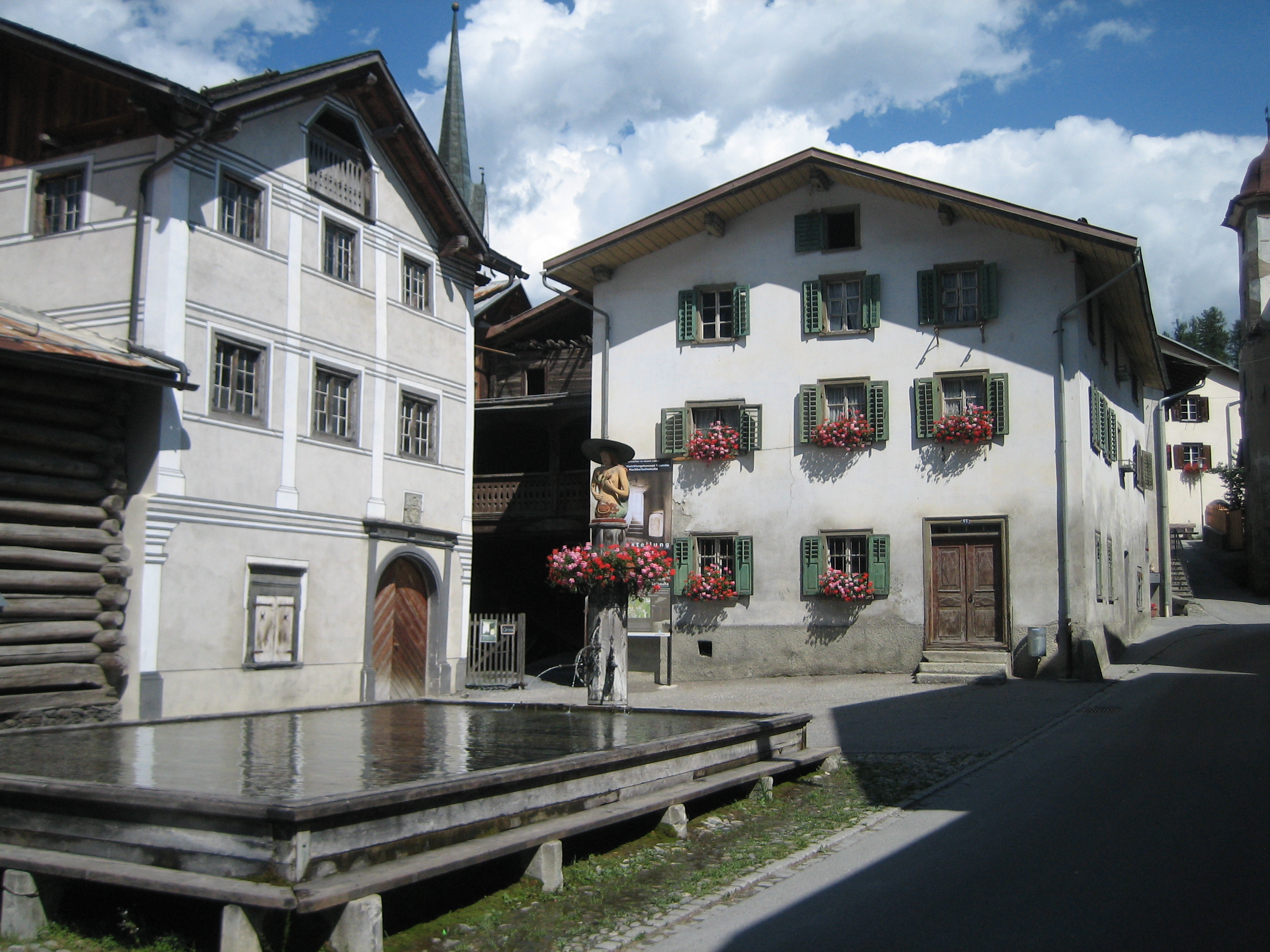

瓦倫達斯是瑞士的城鎮，位於該國東部，由格勞賓登州負責管轄，面積22.79平方公里，海拔高度810米，2011年人口298，人口密度每平方公里13人。